# آناتول دی گرانوالد
آناتول دی گرانوالد (انگلیسی: Anatole de Grunwald؛ ‏ ۲۵ دسامبر ۱۹۱۰ – ۱۳ ژانویهٔ ۱۹۶۷) فیلم‌نامه‌نویس، و تهیه‌کننده فیلم روسی‌الاصل اهل انگلستان بود.
از فیلم‌ها یا مجموعه‌های تلویزیونی که وی در آن‌ها نقش داشته است، می‌توان به پیگمالیون اشاره نمود.